# Základní škola Bedřicha Hrozného
Základní škola Bedřicha Hrozného je městskou plně organizovanou základní školou, která se nachází v historickém centru města Lysá nad Labem v Polabí 30 kilometrů severovýchodním směrem od hlavního města Prahy.

## Historie školy

### 13.–19. století
Počátek školství v Lysé nad Labem je doložen archivními dokumenty z roku 1255. Před husitskými válkami mělo vzdělání v Lysé nad Labem vysokou úroveň, což lze doložit tím, že učitel Tomáš z Lysé se stal děkanem svobodných umění v Praze a v letech 1415–1416 rektorem pražské univerzity. Škola vyhořela do základů při velkém požáru města v roce 1666. V roce 1742 zakoupila vrchnost sousedící Rieglův dům, obě budovy dala zbořit a nechala zde postavit jednopatrovou školní budovu, stavba byla dokončena roku 1745. Po vydání protestantského patentu (1861), který zrovnoprávnil evangelické církve s církví římskokatolickou, byl farářem Václav Hrozný. Sbor zakoupil dům (na dnešním náměstí Bedřicha Hrozného) a v něm zřídil faru a založil školu. V letech 1881–1883 zda byly již dvě plnotřídní školy obecné (pětitřídní škola chlapecká a dívčí škola) pod společnou správou. Koncem 19. století škola neodpovídala vzrůstajícímu počtu žáků, proto se v roce 1894 začala stavět nová budova tzv. měšťanské školy. Prvním ředitelem měšťanské školy byl Josef Krauskopf, přírodozpytec a zakladatel přírodozpytného kabinetu.

### První polovina 20. století
V roce 1932 byla zahájena výstavba nové školní budovy Na písku (dnes Školní náměstí), která byla dokončena roku 1936. Slavnostní otevření se konalo 13. září za účasti představitelů města a vystoupení smíšeného pěveckého sboru Dalibor. Pak byly předány klíče od školní budovy, která nesla název Masarykova měšťanská škola, řediteli Karlu Linhartovi a následovalo sborové poděkování žáků, které složila učitelka Božena Poláčková. Ve školním roce 1936–1937 navštěvovalo školu 300 žáků v sedmi třídách tří ročníků (294 české a 6 německé národnosti). O dva roky později stoupl počet žáků na 314 a škola měla dvě definitivní a tři prozatímní pobočky. V letech 1940–1945 se z bývalé měšťanské školy stala škola hlavní, do které mohlo postoupit po složení přijímací zkoušky pouze 35 % žáků školy obecné. Byla zavedena šestistupňová klasifikační škála a učitelé museli prokazovat svůj árijský původ až do třetího pokolení.

### Druhá polovina 20. století
V letech 1945–1953 školu řídil Josef Jiránek. Výuku zahájilo 272 žáků rozdělených do čtyř tříd. Od roku 1953 vedla školu Květa Fučíková. Nedostačující počet učeben se řešil pronájmem ve staré škole a směnným vyučováním. Do školy docházelo 502 žáků, z toho čtyři z Byšiček, třináct z Dvorců, čtyři z Karlova, dva z Benátské Vrutice, šest ze Stratova, jeden z Kamenného Zboží, jeden ze Šenova, třináct z Ostré, třicet pět z Milovic, třicet z Litole, šest ze Staré Lysé a jeden v Viniček. V roce 1958–1959 měla škola 445 žáků, z toho 214 na prvním stupni a 231 na druhém stupni, dívek bylo 232. V roce 1960 vznikla Základní devítiletá škola s celkem 484 žáky. Ve školním roce 1910–971 byla řízením školy pověřena Jitka Čichovská a byla zahájena rekontrukce a výstavba nové školní budovy, která byla slavnostně otevřena v roce 1975. Škola měla 10 tříd se 120 žáky na I. stupni a 107 žáky na II. stupni. V roce 1977 byla vybavena dvěma tělocvičnami a bazénem.

## Současnost

### Areál školy
Škola sídlí v několika budovách: hlavní budova se nachází na náměstí Bedřicha Hrozného 12 (starší křídlo z roku 1880, novější křídlo z roku 1895), budova původně Masarykovy školy z roku 1936 se nachází na Školním náměstí 1318/14. Je zařazena do sítě škol s účinností od 28. února 1996 s identifikačním číslem IZO: 102 386 072. Dne 30. června 1999 byl škole udělen čestný titul Základní škola Bedřicha Hrozného v Lysé nad Labem.

### Aktivity
Škola poskytuje základní vzdělání a připravuje žáky pro další studium a profesní praxi. Ředitelkou školy je Irena Jarešová. Školní družina s kapacitou 180 žáků (přednostně pro žáky 1. a 2. tříd) je od 1. září 2006 umístěna na I. stupni v budově T. G. Masaryka, Školní nám. 1318.
Škola nabízí semináře z českého jazyka a z matematiky pro přípravu na přijímací zkoušky na střední školy a zapojuje se do mimoškolních projektů, soutěží a olympiád ve spolupráci s dalšími školami a kulturními institucemi ve městě. Na škole působily v roce 2023 tyto zájmové kroužky:
- 3D tisk a robotika – zájmový útvar školy.
- Výuka italského jazyka s rodilým mluvčím – zájmový útvar SVČ Lysá nad Labem.
- Keramika – zájmový útvar DDM Nymburk.
- Veselá věda – kroužky zábavných „skorovědeckých“ pokusů z chemie, fyziky a biologie – zájmový útvar www.veselaveda.cz.
- Šachy – spolupráce se spolkem Šachy Polabí z.s.[7]

- II. stupeň – MILYKOČA – Kulinářská soutěž.[8]

## Galerie

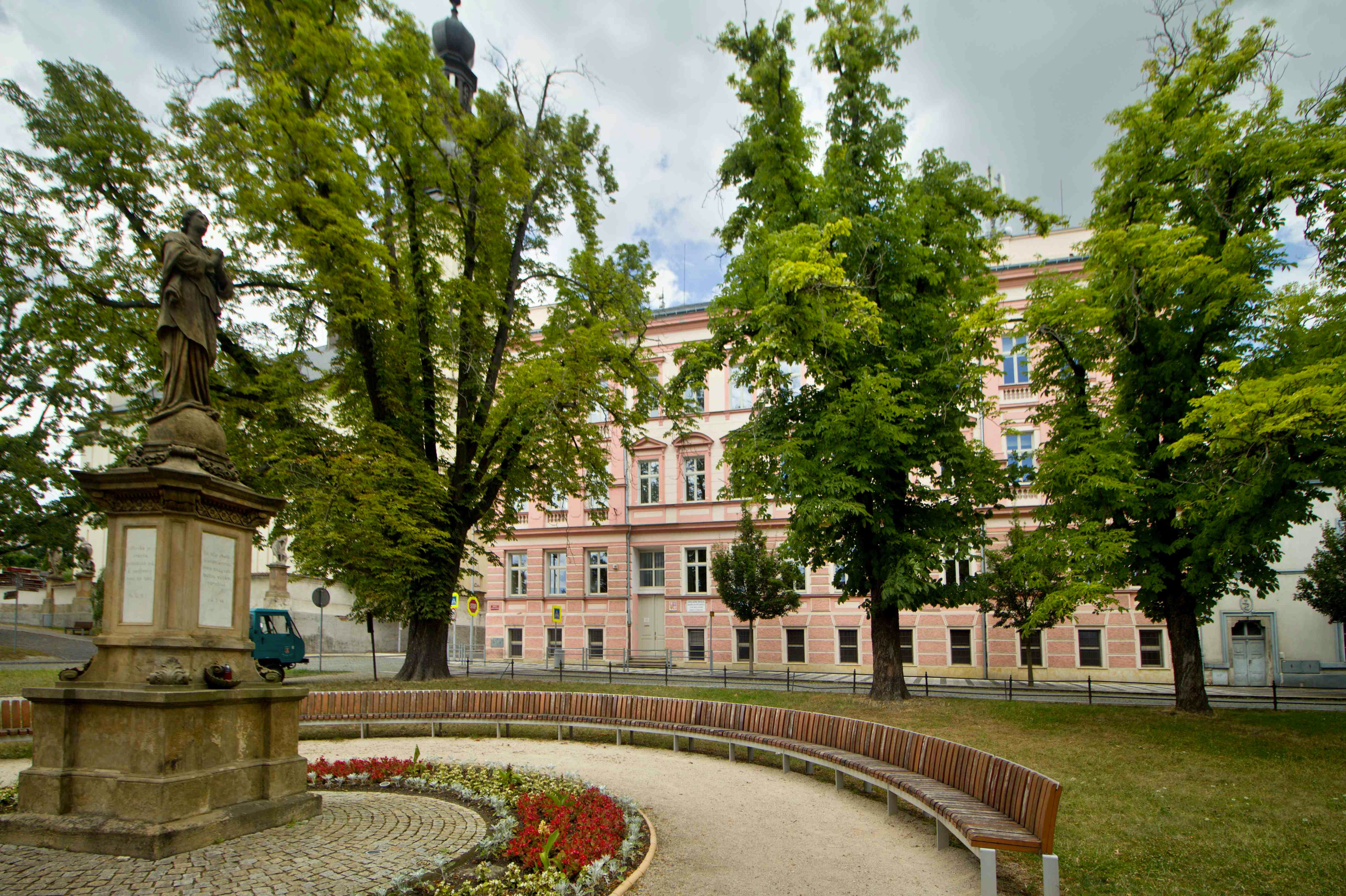
Novější křídlo staré školy (1894)
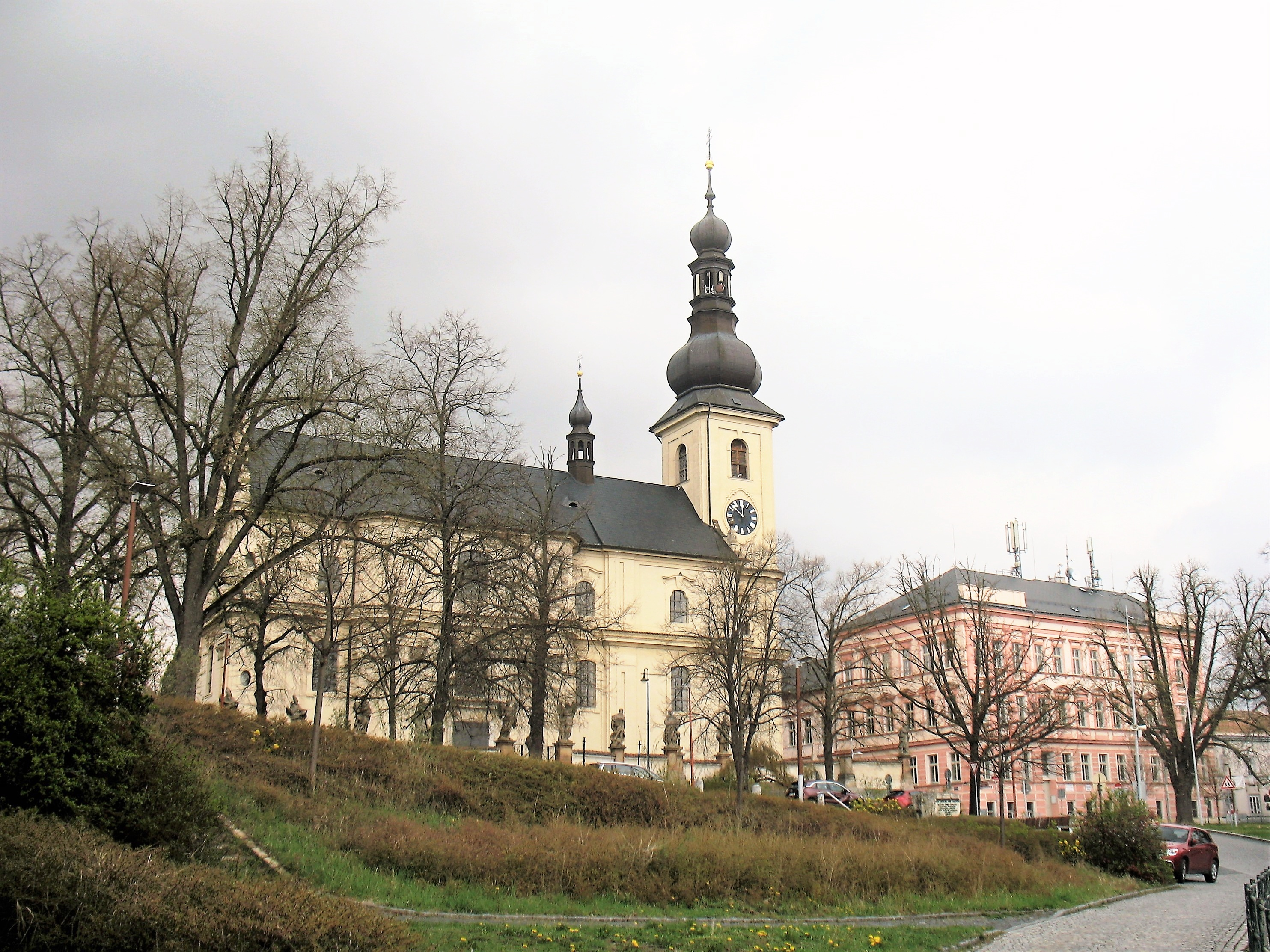
Kostel Narození sv. Jana Křtitele a pohled na obě křídla staré školy (1880; 1895)
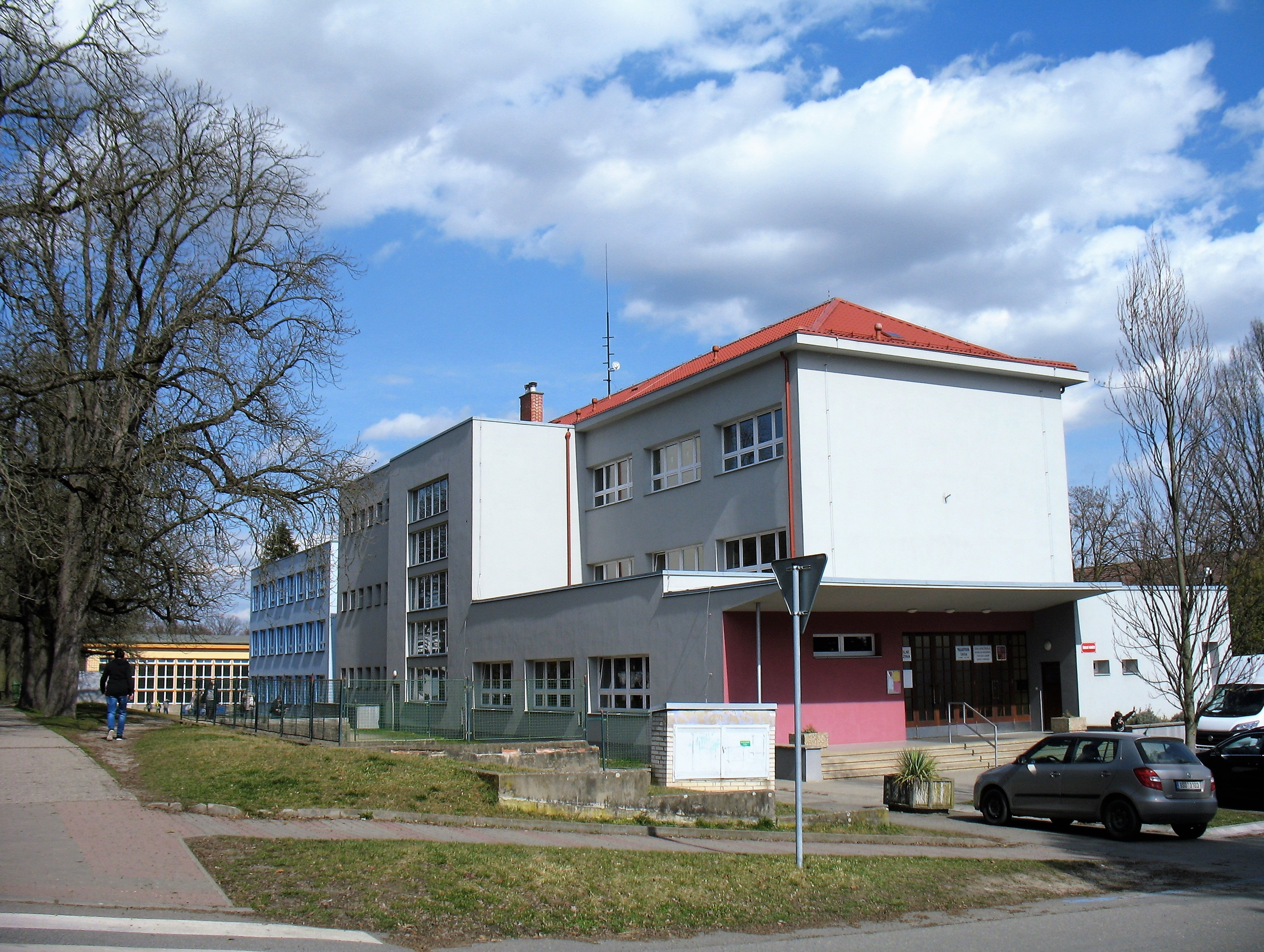
Nový pavilon školy po rekonstrukci a dostavbě
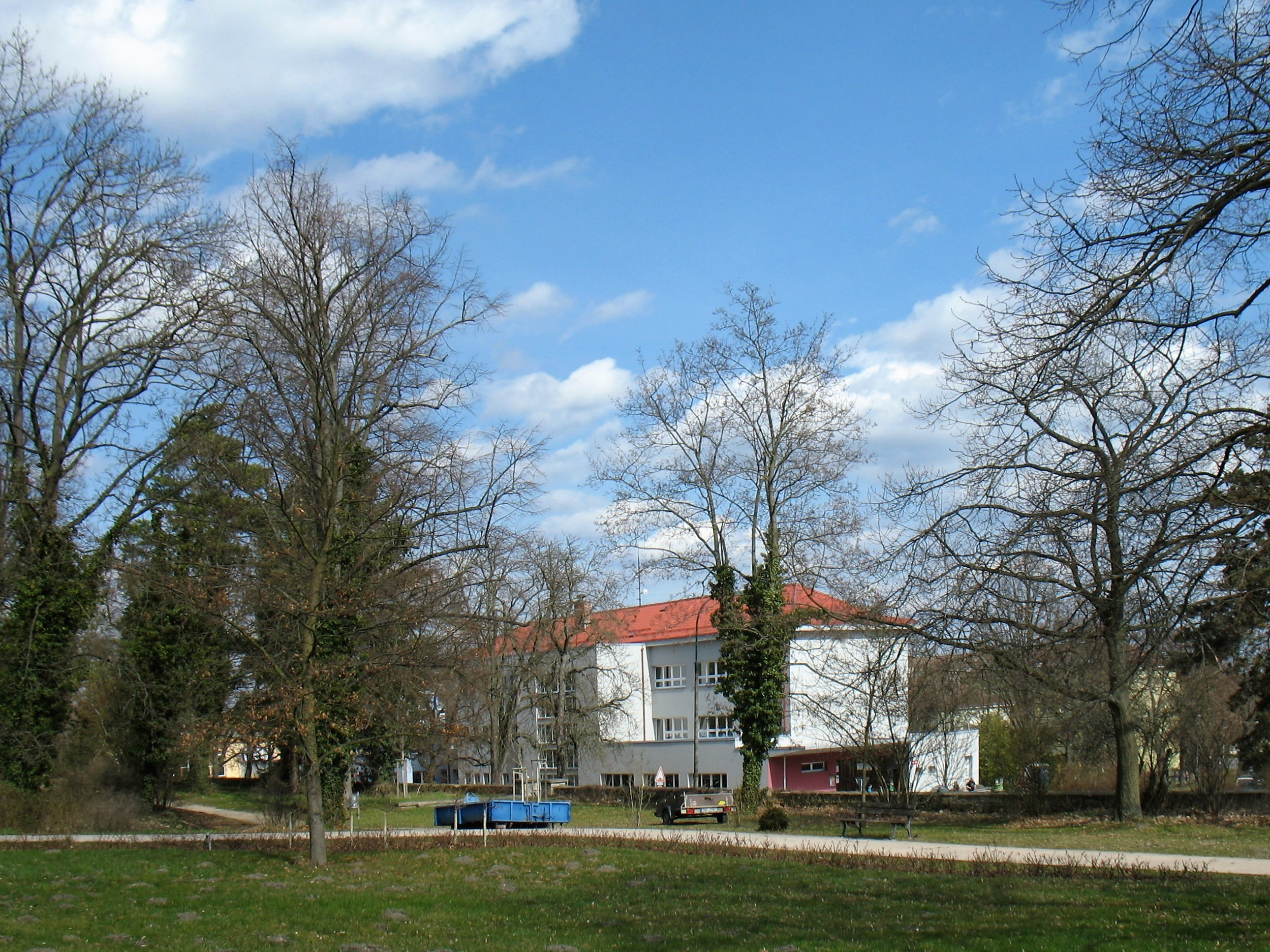
Pohled na školu od parku
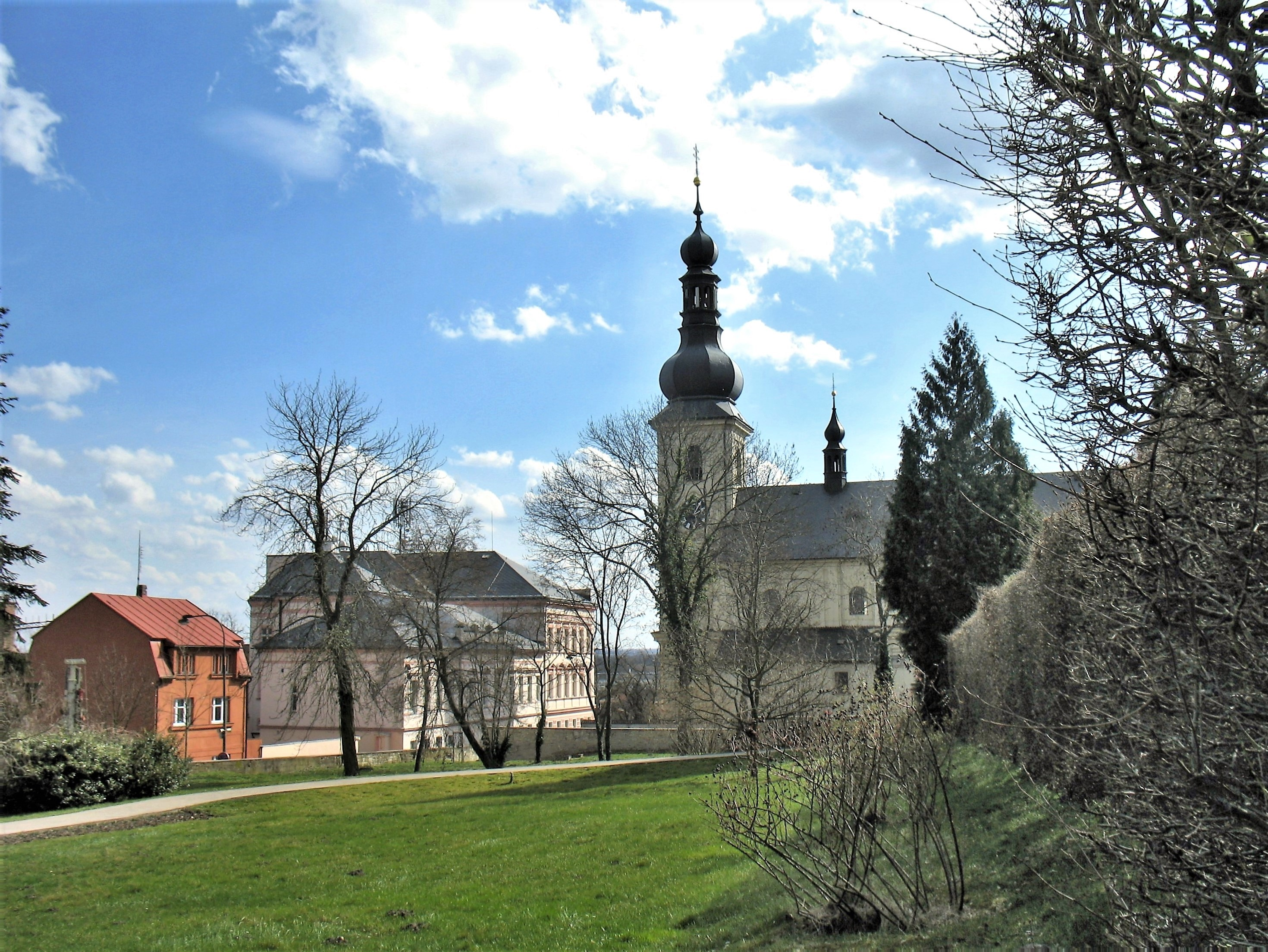
Pohled na školní budovu a kostel ze zámeckého parku